# Cluster d'eau

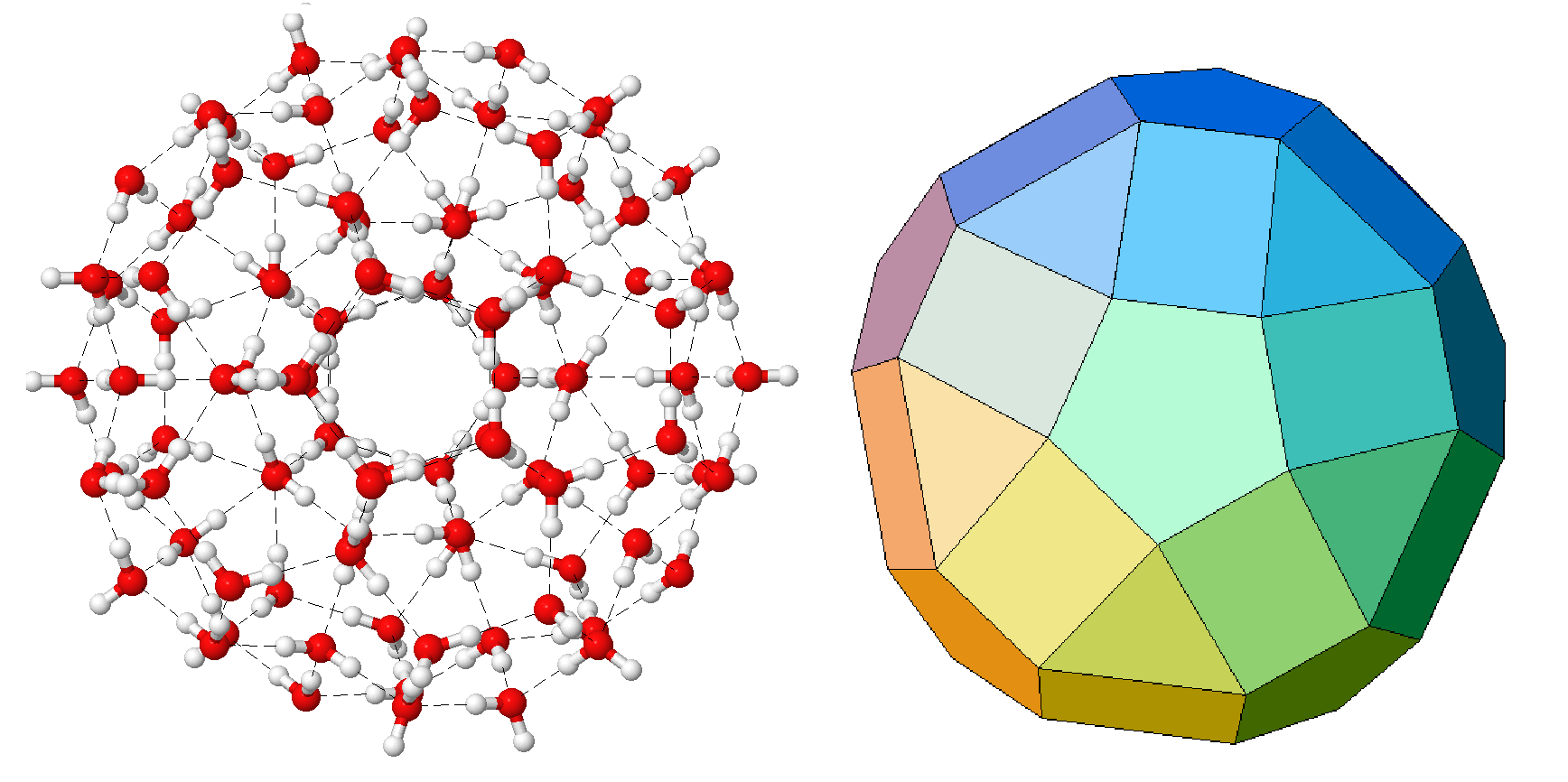
Structure d'un cluster (H_{2}O)_{100}.

En chimie, un cluster d'eau est un ensemble de molécules d'eau liées par des liens pont hydrogène. Ces clusters ont été trouvés expérimentalement ou prédits in silico dans diverses formes d'eau ; dans la glace, dans des réseaux cristallins et dans l'eau liquide en vrac, le plus simple étant le dimère d'eau (H2O)2. Les recherches actuelles sont importantes parce que la prise de conscience que l'eau se manifeste par agrégats plutôt que comme une collection isotrope peut aider à expliquer de nombreuses caractéristiques de l'eau anormales, telle qu'une dépendance de la densité à la température très inhabituelle (voir notamment glace). Les clusters d'eau sont également impliqués dans la stabilisation de certaines structures supramoléculaires. Le phénomène des clusters d'eau est si mal compris qu'il est considéré actuellement comme un des problèmes non résolus de la chimie.
L'étude expérimentale des structures supramoléculaires de l'eau est difficile en raison de la courte durée de vie des liaisons hydrogène, qui se font et se défont continuellement en quelque 200 femtosecondes.

## Études théoriques (in silico)
In silico, les clusters d'eau cyclique (H2O)n sont observés pour n = 3 à 60. Beaucoup de formes isomères semblent exister pour l'hexamère : anneau, livre, sac, cage, forme de prisme, qui ont des niveaux d'énergies presque identiques. Même les grands ensembles sont prévus : le cluster W28, de type fullerène, appelé « eau bucky » (bucky water) et même le gigantesque agrégat icosaédrique de 280 molécules d'eau,.